# 약한 범주
수학에서 약한 범주(semicategory 또는 semigroupoid 또는 precategory 라고도 함)는 작은 범주(카테고리,category)에 대한 공리를 만족하는 부분 대수학이다. 단, 객체(object)에 항등원이 있어야한다는 요구 사항을 제외하고서 가능하다.
약한 범주(Semigroupoid)는 작은 범주가 모노이드(monoid)를 일반화 하거나 준군(groupoid)이  군(group)을 일반화하는 것과 같은 동일한 방식으로 반군(semigroup)을 일반화 한다.
준군(Semigroupoid)은 반군(semigroup)의 구조 이론에 응용 프로그램을 가지고 있다.
형식적으로 약한 범주는 다음으로 구성된다.
- 데이타의 모임, 즉 집합은 객체(object, 또는 대상)로 불린다.
- 두 객체 A 와 B 에서,  A로부터 B로의 사상을 집합 Mor( A , B )라고한다. 그때 만약 f 가 Mor( A , B )이면 f : A → B 라고 나타낸다.
- Mor( A , B ) × Mor( B , C ) → Mor( A , C )의 임의의 3개의 객체 A , B ,C 에 대해서  사상 f : A → B 및 g : B → C의 합성은 g ∘f 또는 gf로 표시된다. (일부 수학자는 이것을 fg 로 표기한다.)

다음의 공리가 성립한다.
- (결합법칙)만약 {\displaystyle f:A\to B,g:B\to C,h:C\to D} 이라면, {\displaystyle h\circ (g\circ f)=(h\circ g)\circ f}이다.

## 집합과 범주
| 군(Group) 유형                | 부분 정의 함수(이항연산) | 결합법칙 | 항등원 | 역원 연산 | 교환법칙 |
| ----------------------------- | ------------------------ | -------- | ------ | --------- | -------- |
| 마그마                        | 필수                     | 없음     | 없음   | 없음      | 없음     |
| 유사군 (콰지그룹,Quasi-group) | 필수                     | 없음     | 없음   | 필수      | 없음     |
| 고리(루프,loop)               | 필수                     | 없음     | 필수   | 필수      | 없음     |
| 반군(세미그룹,semi-group)     | 필수                     | 필수     | 없음   | 없음      | 없음     |
| 모노이드                      | 필수                     | 필수     | 필수   | 없음      | 없음     |
| 군                            | 필수                     | 필수     | 필수   | 필수      | 없음     |
| 아벨 군                       | 필수                     | 필수     | 필수   | 필수      | 필수     |
| 준군(Groupoid)                | 없음                     | 필수     | 필수   | 필수      | 없음     |
| 범주(Category)                | 없음                     | 필수     | 필수   | 없음      | 없음     |
| 약한 범주(Semi-category)      | 없음                     | 필수     | 없음   | 없음      | 없음     |

## 같이 보기
- 마그마 (수학)
- 군 (수학)